# Nicolas de Villars
Nicolas de Villars, mort le 10 décembre 1608, est un prélat français du XVIe siècle et du début du XVIIe, évêque d'Agen, issu de la famille de Villars.

## Biographie
Il est fils de Claude de Villars, seigneur de la Chapelle et de Masclas, et de Charlotte Gayan. Ce Claude est le frère de Pierre, évêque de Mirepoix et archevêque de Vienne.
Nicolas de Villars est conseiller-clerc au parlement de Paris et trésorier de la Sainte-Chapelle. Il devient évêque d'Agen en 1588 et a pour coadjuteur son neveu Pierre, futur archevêque de Vienne, à partir de 1608.